# Сражение при Ратане
Сражение при Ратане (шв. Träffningen vid Ratan) — последняя битва русско-шведской войны, состоявшаяся 8 (20) августа 1809 на территории северной Швеции.  

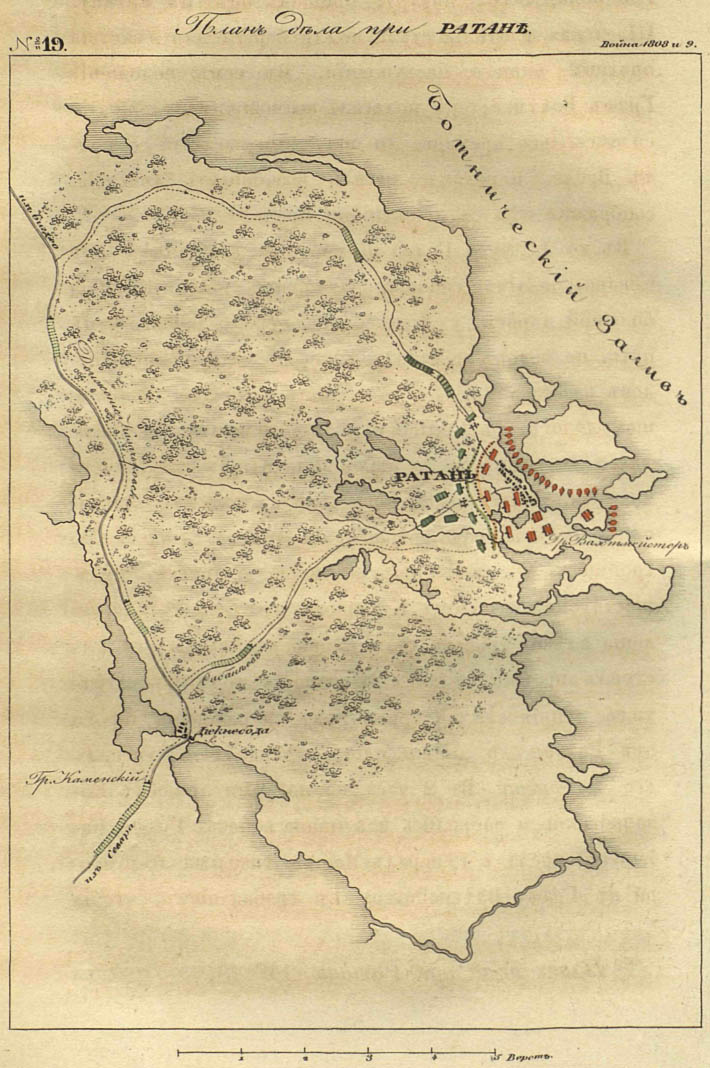
План сражения при Ратане

## Предыстория
После поражения при Севаре 7 августа, шведские войска генерала Вахместера отступили к Ратану. Генерал Каменский принял решение добить шведский десант у Ратана.

## Ход сражения
В 14:00 8 (20) августа 1809 года у Ратана (Вестерботтен Швеция), на берегу Ботнического залива, собрался русский корпус графа Каменского. Возле берега стояла шведская флотилия, a у самого селения находился десантный корпус графа Вахтмейстера (6000 человек). Получив от шведов отказ на предложение сложить оружие, Каменский начал атаку, занял Pатан, но не мог воспрепятствовать неприятелю в посадке на суда, с которых шведы открыли сильный огонь, нанося русским войскам большой урон; русские же ядра не долетали до противника.
Огонь утих к 23:00. Ночью Каменский вывел войска из Pатана, а на следующее утро шведы отправились в Умео. 

## Результаты
Таким образом попытка шведов окружить и разгромить войска Каменского провалилась, однако русские войска не стали развивать успех и прекратили движение к Стокгольму. Они повернули обратно на север и спустя прибыли в Питео, где застали транспорт с припасами из Улеоборга. В течение этого времени боевые действия уже не предпринимались, а в Фридрихсгаме велись переговоры об окончании войны, в результате которых Россия получила в свое владение Финляндию.